# کارکس تیوگانا
کارکس تیوگانا (به انگلیسی: Carex tiogana) گونه‌ای از جگنیان است.